# Boxing in Barrels
Boxing in Barrels est un film américain muet et en noir et blanc sorti en 1901. Il a été réalisé par les studios Lubin.